# Indywidualne mistrzostwa świata we flat tracku
Indywidualne mistrzostwa świata we flat tracku – motocyklowe wyścigi torowe organizowane od 2020 r. przez Międzynarodową Federację Motocyklową (FIM). Wyłaniają najlepszych zawodników we flat tracku. Zastąpiły rozgrywany w latach 2011–2019 indywidualny Puchar FIM.

## Medaliści
| 5 rund                                  |
| --------------------------------------- |
| Praga Montegiorgio Auburn Lodi Miszkolc |

| 6 rund                                                              |
| ------------------------------------------------------------------- |
| Forssa Leicester Žarnovica Mariańskie Łaźnie Pardubice Montegiorgio |

| 3 rundy                                |
| -------------------------------------- |
| Mariańskie Łaźnie Morizès Montegiorgio |

| 2 rundy           |
| ----------------- |
| Morizès Terenzano |

| 3 rundy                                  |
| ---------------------------------------- |
| Mariańskie Łaźnie Badia Calavena Morizès |

| 3 rundy                        |
| ------------------------------ |
| Mariańskie Łaźnie Lonigo Mâcon |

| 3 rundy                            |
| ---------------------------------- |
| Terenzano Morizès Misano Adriatico |

| 2 rundy         |
| --------------- |
| Pardubice Boves |

| 4 rundy                                |
| -------------------------------------- |
| Diedenbergen Debreczyn Pardubice Boves |

| 5 rund                                         |
| ---------------------------------------------- |
| Diedenbergen Morizès Pardubice Debreczyn Boves |

| 5 rund                                       |
| -------------------------------------------- |
| Manchester Debreczyn Boves Pardubice Morizès |

| 6 rund                                               |
| ---------------------------------------------------- |
| Boves Miśnia King’s Lynn Morizès Pardubice Debreczyn |

| 6 rund                                            |
| ------------------------------------------------- |
| Terenzano Miśnia Goričan Scheeßel Vasad Pardubice |

## Klasyfikacja medalowa
Poniższe zestawienia obejmują medalistów począwszy od roku 2020.

### Według zawodników
Stan po sezonie 2024
| Lp. | Zawodnik           | Państwo           | Lata      | Złoto | Srebro | Brąz | Razem |
| --- | ------------------ | ----------------- | --------- | ----- | ------ | ---- | ----- |
| 1.  | Lasse Kurvinen     | Finlandia         | 2020–2024 | 2     | –      | 1    | 3     |
| 2.  | Ervín Krajčovič    | Czechy            | 2022–2024 | 1     | 1      | 1    | 3     |
| 3.  | Gerard Bailo       | Hiszpania         | 2022–2023 | 1     | 1      | –    | 2     |
| 4.  | Sammy Halbert      | Stany Zjednoczone | 2024      | 1     | –      | –    | 1     |
| 5.  | Matteo Boncinelli  | Włochy            | 2022–2023 | –     | 1      | 1    | 2     |
| 6.  | Francesco Cecchini | Włochy            | 2020      | –     | 1      | –    | 1     |
| 6.  | Kevin Corradetti   | Włochy            | 2021      | –     | 1      | –    | 1     |
| 8.  | Ferran Cardús      | Hiszpania         | 2020      | –     | –      | 1    | 1     |
| 8.  | Markus Jell        | Niemcy            | 2021      | –     | –      | 1    | 1     |

### Według państw
Stan po sezonie 2024
| Lp. | Państwo           | Złoto | Srebro | Brąz | Razem |
| --- | ----------------- | ----- | ------ | ---- | ----- |
| 1.  | Finlandia         | 2     | –      | 1    | 3     |
| 2.  | Hiszpania         | 1     | 1      | 1    | 3     |
| 2.  | Czechy            | 1     | 1      | 1    | 3     |
| 4.  | Stany Zjednoczone | 1     | –      | –    | 1     |
| 5.  | Włochy            | –     | 3      | 1    | 4     |
| 6.  | Niemcy            | –     | –      | 1    | 1     |

### Według producentów
Stan po sezonie 2024
| Lp. | Producent    | Złoto | Srebro | Brąz | Razem |
| --- | ------------ | ----- | ------ | ---- | ----- |
| 1.  | KTM          | 4     | 2      | 3    | 9     |
| 2.  | Nieokreślony | 1     | –      | –    | 1     |
| 3.  | Zaeta        | –     | 2      | –    | 2     |
| 4.  | Gas Gas      | –     | 1      | 1    | 2     |
| 5.  | Suzuki       | –     | –      | 1    | 1     |